# ベイビーフェイス (ミュージシャン)
ケネス・ブライアン・エドモンズ (Kenneth Brian Edmonds、1958年4月10日 - ) は、ベイビーフェイス （Babyface）の名で知られるアメリカのシンガーソングライター、音楽プロデューサー。

## 概要
ベイビーフェイスはビルボードのホット100のナンバーワン・ヒットを7曲、ホットR&B・ソングスのナンバーワン・ヒットを26曲、作曲・プロデュースし、 グラミー賞を6年連続、通算13回受賞したアーティストである。彼はNMEの「史上最高のプロデューサー50人」で22位にランクされた。ベイビーフェイスは80年代末のニュー・ジャック・スウィングの先駆者であり、80年代から20年代の現在に至るまで、数多くのアーティストにヒット曲を提供した。また、"L.A"・リードと共にラフェイス・レコードを設立し、TLC、アッシャー、トニー・ブラクストンを世に送り出し、一時代を築いた。自身も裏方だけでなく、アーティストとして表舞台に立ち、多くのヒット曲とアルバムをリリースした。

## 来歴

### 出生・幼少期
ベイビーフェイスことケネス・エドモンズは、1959年4月10日にインディアナ州インディアナポリスで6人兄弟の末っ子として生まれた。父マーヴィンは、1972年に肺がんで亡くなった。
曲作りは、ベイビーフェイスが自分の感情を表現する方法であった。彼の最初の曲はノース・セントラル・ハイスクール時代に、片思いをしていたロンダというクラスメートのために書かれた。彼の公の場での最初の演奏は、高校のダンスで兄のバンドと演奏したときであった。後に彼は、母校に最初のプラチナレコードを贈った。

### 下積み時代
ベイビーフェイスは、1976年に高校を卒業した後すぐに、マンチャイルドに参加し、その後、親しかったミッドナイト・スターがプロデュースしていた縁で、シンシナティのディールに参加した。双方のグループでキ－ボードを担当し、作曲も多く行った。ディールにおいては自身のボーカルによるヒット曲も生んでいる。なお、マンチャイルドには、ダリル・シモンズが所属していた。シモンズとは13歳のころに知り合い、意気投合して現在も共同で仕事をしている。
パーラメント・ファンカデリックのブーツィー・コリンズと仕事をしていたとき、エドモンズは彼からベイビーフェイスというニックネームをもらった。ディールのリードシンガーは、ステージでエドモンズをベイビーフェイスとして紹介し、その名前はそのまま定着することとなった。
彼が外部アーティストのソングライターとして初めてクレジットされたのは、1983年にミッドナイト・スターのために「Slow Jam」を書いたときだった。この曲はシングルカットされなかったが、1983年のアルバム『No Parking on the Dance Floor』に収録されている。
1984年頃、ベイビーフェイスはマンチャイルド、ディールのドラマー、"L.A"・リードと幼馴染のダリル・シモンズとでチームを組み、ディールの活動と並行して、3人で音楽の製作をロサンゼルスで本格的に開始した。最初は所属レーベルのアーティスト達に曲の提供を拒否されていた。3年程度、厳しい時期が続き、1987年6月にようやくチームの出世作となったウィスパーズのロック・ステディを製作し、ヒットさせることができた。その後、堰を切ったように多くのオファーが舞い込み、一躍時代の寵児となった。音楽製作が軌道に乗ったことにより、ベイビーフェイスはリードとともにディールを脱退した。

### 時代の寵児
ベイビーフェイスはソーラー・レコードと契約し、1986年10月にソロ・デビューアルバム『ラヴァーズ』をリリースした。ビルボード・トップR&B・アルバム・チャートで28位となった。なお、初版のアルバムアートは現在のものとは異なり、カラフルな風船に囲まれたベイビーフェイスとなっている。
1989年にクライヴ・デイヴィスの助力を得て、L.A.リードと共にアトランタを拠点とするレコードレーベル、ラフェイス・レコードを設立した。ラフェイスは、トニー・ブラクストンやTLC、アッシャー等を見出し、スターにした。ベイビーフェイスが管理していたのは2001年までで、それ以降は彼の手を離れた。2025年現在では、ソニーの一部門であるレガシー・レコーディングス傘下となっている。なお、L.A.リードは1996年に現場を離れ、経営に移ったため、その時点でベイビーフェイスとのコンビは解消した。
1989年7月、ベイビーフェイスはセカンド・アルバム『テンダー・ラヴァー』をリリース。ビルボード200の14位、トップR&B・アルバム・チャートで1位となり、ソロ・アーティストとして注目を集めた。シングル4枚もヒットし、RIAAから3xプラチナを認定された。
自身のレーベル以外でも活躍し、ボビー・ブラウン、ジョニー・ギル、キャリン・ホワイト、ホイットニー・ヒューストン、マライア・キャリー、エリック・クラプトン、マドンナなどのプロデュースで90年代前半にヒット曲を連発した。
他のアーティストへの製作の傍ら、自らのアルバムも引き続き製作し、1993年に『クール・イン・ユー』をリリース。このアルバムは、ビルボード200で16位、トップR&B・アルバム・チャートで2位を記録した。シングルカットされた「When Can I See You」がビルボードホット100で自身のシングル最高位の4位まで上昇した。RIAAから3xプラチナを認定された。
ベイビーフェイスが手掛けた曲の中でも、ボーイズIIメン「エンド・オブ・ザ・ロード」（1992年）はビルボード・ホット100で連続13週、「メイク・ラヴ・トゥ・ユー」（1994年）は連続14週連続1位を記録する大ヒットとなり、第35回および、第37回グラミー賞においては、作曲家・プロデューサーとして、最優秀R&Bソング賞、最優秀プロデューサー賞を受賞するなど、90年代を代表するプロデューサーとなった。なお、第36回にはサントラアルバム「ボディガード」によって最優秀アルバム賞を受賞し、第38回には最優秀プロデューサー賞、第39回には最優秀プロデューサー賞、最優秀R&Bソング賞（Exhale (Shoop Shoop)）、第40回には最優秀プロデューサー賞をそれぞれ受賞しており、6年連続グラミー受賞の快挙を成し遂げた。
1994年に放送された『ビバリーヒルズ青春白書』の最終回にゲスト出演（本人役）した。
1996年10月、ベイビーフェイスは4枚目のアルバム『ザ・デイ』をリリース。このアルバムは、ビルボード200で6位、トップR&B・アルバム・チャートで4位を記録した。RIAAから2xプラチナに認定され、第40回グラミー賞の最優秀アルバム賞と最優秀R&Bアルバム賞にそれぞれノミネートされた。シングル「Every Time I Close My Eyes」は最優秀男性ポップ・ボーカル・パフォーマンス賞にノミネートされ、スティーヴィー・ワンダーとのデュエット曲「How Come, How Long」は、グラミー賞の最優秀ポップ・コラボレーション・ウィズ・ヴォーカル賞にもノミネートされた。さらに、シングル「This Is for the Lover in You」と「Every Time I Close My Eyes」がどちらもビルボードホット100で6位に達した。

### 混迷期
1980年代後半から続いてきたベイビーフェイスの快進撃は、1990年代後半になると息切れしだし、他のアーティストへの音楽製作は精力的に続けていたものの、大きなヒットから遠ざかる。グラミー賞についても次の受賞は実に17年後の第57回となる。ノミネートについても第42回を最後に途切れ、第55回までない（第51回はゲストシンガーとしてのノミネート）。音楽傾向の主流が変わったこともあり、2000年代はベイビーフェイスにとって混迷期といえる。
2001年9月、ベイビーフェイスは5枚目のアルバム『Face2Face』をリリース。このアルバムは、彼の以前の作品とは異なり、アップテンポな曲に焦点を当てている。アルバムの約半分で外部のプロデューサーと組んだ点でも異なっている。このアルバムは、ビルボード200で25位、トップR&B・アルバム・チャートで8位を記録した。

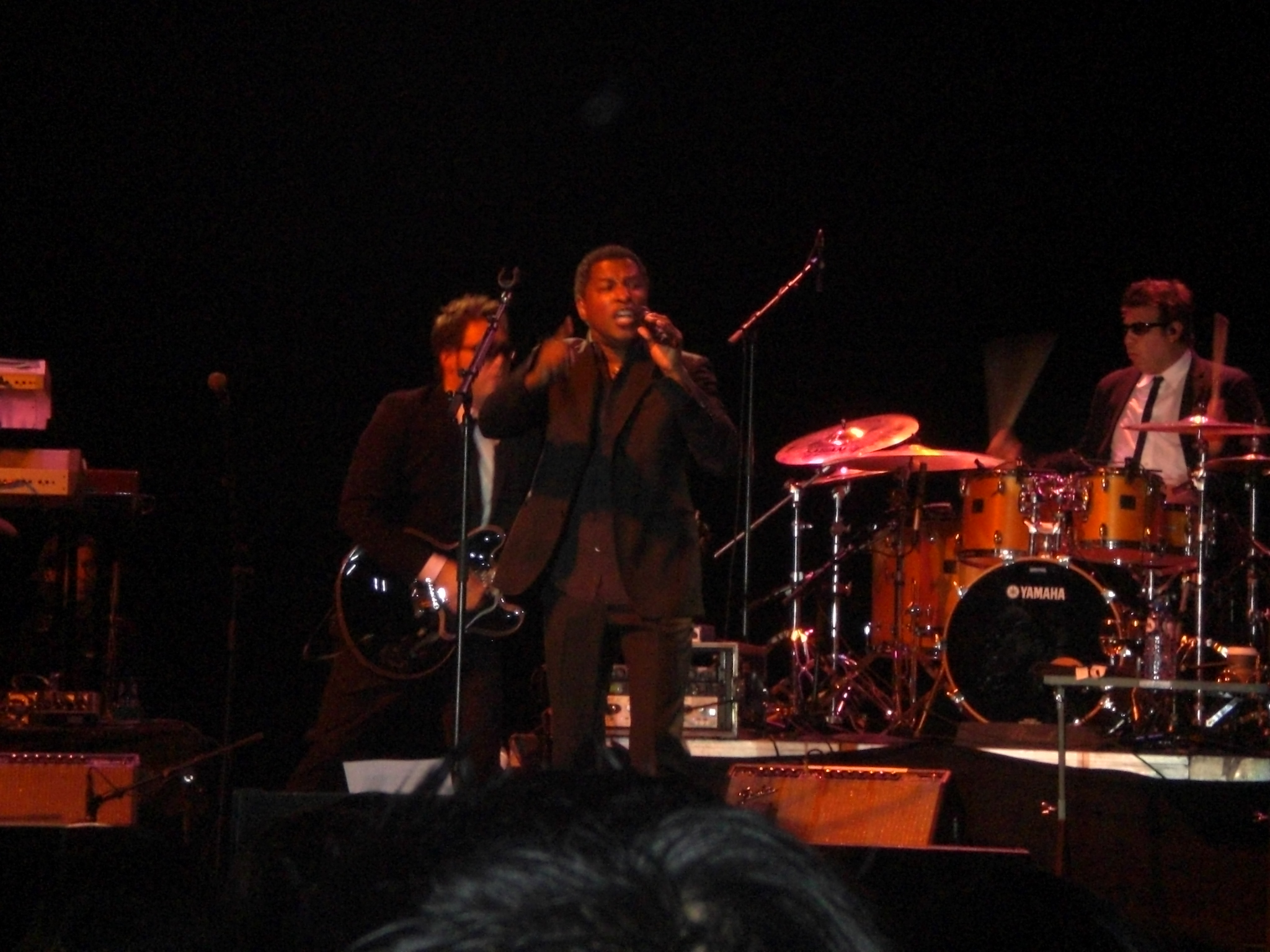
2009年のベイビーフェイス

2005年7月、ベイビーフェイスは6枚目のアルバム『グロウン・アンド・セクシー』をリリース。この前年に『A Love Story』と題されたアルバムが出る予定であったが、中止されている。このアルバムは、ビルボード200で10位、トップR&B・アルバム・チャートで3位を記録した。
2007年9月、ベイビーフェイスは7枚目のアルバム『プレイリスト』をリリース。フォークとソフト・ロックのカバー8曲とオリジナル2曲で構成されている。このアルバムは、ビルボード200で48位、トップR&B・アルバム・チャートで7位を記録した。

### 復活
2014年2月、ベイビーフェイスは7枚目のアルバム『恋愛〜結婚〜離婚』をリリース。トニー・ブラクストンとのコラボレーション・スタジオ・アルバムである。このアルバムは、ベイビーフェイスにとって7年ぶりのスタジオアルバムであり、トニーにとっても4年ぶりのニューアルバムとなった。「ベイビーフェイスと私は両方とも離婚を経験しているので、このことについて共感、協力したので、この状況を経験した他の人々にも共感してもらえたらと思います」とトニーは語った。リリース直前、ブラクストンは引退して映画のキャリアに集中したいと考えていたため、これが彼女の最後のスタジオアルバムになると発表したが、アルバムの成功によりレコーディングを続けると発表した。このアルバムは、批評家から『ザ・デイ』以来の好評を博した。このアルバムは、ビルボード200で4位、トップR&B・アルバム・チャートで1位を記録し、どちらも自身の最高位となった。2014年6月までに『恋愛〜結婚〜離婚』はアメリカで21万1000枚を売り上げた。第57回グラミー賞で、最優秀R&Bアルバム賞を受賞した。
2015年12月、ベイビーフェイスは8枚目のアルバム『リターン・オブ・ザ・テンダー・ラヴァー』をリリース。歌詞は主にロマンス、忍耐力、献身をテーマにしているが、ポップソウルのラブソングだけでなく、彼の初期の作品を想起させる90年代的なR&Bの要素を取り入れている。その結果、このアルバムは批評家から概ね肯定的な評価を受け、アルバムの製作、作詞作曲、演出を称賛された。このアルバムは、ビルボード200で39位、トップR&B・アルバム・チャートで5位を記録した。
2022年10月、ベイビーフェイスは9枚目のアルバム『ガールズ・ナイト・アウト』をリリース。複数の女性アーティストとコラボレーションしたアルバムで、ベイビーフェイスは基本的に作曲、演奏、製作の裏方にまわり、女性アーティストのオムニバス・アルバムとなっている。このアルバムは、第66回グラミー賞で最優秀R&Bアルバム賞にノミネートされた。また、このアルバムは、ビルボード200で166位、トップR&B・アルバム・チャートで22位を記録した。

## 私生活
1996年10月28日、長男ブランドン、2001年、次男ディラン、2008年9月9日、長女ペイトンを授かる。
最初の妻トレーシーとは、共にレーベル設立や映画製作を行ってきたが、2005年10月に離婚。13年間の結婚生活であった。
2014年5月、バックアップダンサーのニコール・パンテンバーグと結婚した。2021年7月、彼らは7年間の結婚生活に終止符を打つことを発表した。
ベイビーフェイスの兄弟の2人は、L.A.リードの従兄弟と共にアフター 7として活動していた。その内のひとりであるケヴォン・エドモンズは、アフター 7解散後はソロ・シンガーとして活動している。それらの活動のいずれにもベイビーフェイスが楽曲提供やプロデュースで関わっている。

## 作風
1980年代から1990年代中盤にかけては、活動を共にしていたL.A.リード（彼はマンチャイルドとディールのドラマー）の影響もあり、リズムとビートを強調したダンスナンバーか、コンテンポラリー色の強い都会的なラブバラードが中心だったが、1996年にL.A.リードとのコンビ活動を解消すると、1996年の自演曲「Every Time I Close My Eyes」や、同年のエリック・クラプトンの「チェンジ・ザ・ワールド」に代表されるような、アコースティックなミディアム/スローというスタイルに傾いていった。しかし、他のアーティストをプロデュースする場合は、状況によってアップテンポからミディアム、スローまで幅広く応じている。

## 評価
音楽評論家の松尾潔は、1980年代後半のラフェイスのきらめきに関して、1960年代のホランド＝ドジャー＝ホランド、1970年代のギャンブル&ハフに比すべき極まりを見せていたと断言できると評している。

## ディスコグラフィ

### マンチャイルド時代（1976年 - 1980年）
- Power and Love（英語版） (1977年)
- Feel The Phuff (1978年)

### ディール時代 （1981年 - 1987年）
- Street Beat（英語版）(1983年)
- Material Thangz（英語版） (1985年)
- Eyes of a Stranger（英語版） (1987年)

### スタジオ・アルバム
- ラヴァーズ（英語版）(1986年)
- テンダー・ラヴァー（英語版） (1989年)
- フォー・ザ・クール・イン・ユー（英語版） (1993年)
- ザ・デイ（英語版） (1996年)
- クリスマス・ウィズ・ベイビーフェイス（英語版） (1998年)
- Face2Face（英語版） (2001年)
- グロウン・アンド・セクシー（英語版） (2005年)
- プレイリスト（英語版）(2007年)
- 恋愛〜結婚〜離婚（英語版） (2014年) with トニー・ブラクストン
- リターン・オブ・ザ・テンダー・ラヴァー（英語版）(2015年)
- ガールズ・ナイト・アウト（英語版） (2022年)

### ライブ・アルバム
- アンプラグド（英語版）(1997年)

### リミックス・アルバム
- クローサー・ルック〜ベスト（英語版） (1991年)
- The Other Side of Cool（英語版）(2005年)

## 主なプロデュース作品
ビルボードホット100、10位以内の作品。カッコ内の数字はビルボードホット100、ホットR&B・ソングスの順位。
- ウィスパーズ（英語版） - Rock Steady（英語版） - 1987年（7、1）
- ペブルス
  - Girlfriend（英語版） - 1987年（5、1）
  - Giving You the Benefit（英語版） - 1990年（4、1）
- ボビー・ブラウン
  - Don't Be Cruel（英語版） - 1988年（8、1）
  - Every Little Step（英語版） - 1988年（3、1）
  - Roni（英語版） - 1988年（3、2）
  - On Our Own（英語版） - 1989年（2、1）
  - Rock Wit'cha（英語版） - 1990年（7、3）
  - Humpin' Around（英語版） - 1992年（3、1）
  - Good Enough（英語版） - 1992年（7、5）
- キャリン・ホワイト - 
  - Secret Rendezvous（英語版） - 1988年（6、4）
  - Superwoman（英語版） - 1988年（8、1）
  - The Way You Love Me（英語版） - 1988年（7、-）
- シーナ・イーストン - The Lover in Me（英語版） - 1988年（2、5）
- アフター 7（英語版） - 
  - Can't Stop（英語版） - 1990年（6、1）
  - Ready or Not（英語版） - 1990年（7、1）
- ホイットニー・ヒューストン
  - I'm Your Baby Tonight（英語版） - 1990年（1、1）
  - Miracle（英語版） - 1991年（9、2）
  - Exhale (Shoop Shoop)（英語版） - 1995年（1、1）
  - Count On Me（英語版） - 1996年（8、7）
- ジョニー・ギル - My, My, My - 1990年（10、1）
- ボーイズIIメン
  - End of the Road（英語版） - 1992年（1、1）
  - I'll Make Love to You（英語版） - 1994年（1、1）
  - Water Runs Dry（英語版） - 1995年（2、4）
  - A Song for Mama（英語版） - 1997年（7、1）
- TLC
  - Baby-Baby-Baby（英語版） - 1992年（2、1）
  - Diggin' on You - 1994年（5、7）
  - Red Light Special（英語版） - 1994年（2、3）
- テヴィン・キャンベル
  - Can We Talk（英語版） - 1993年（9、1）
  - I'm Ready（英語版） - 1993年（9、2）
- マライア・キャリー - Never Forget You（英語版） - 1993年（3、7）
- トニー・ブラクストン
  - Another Sad Love Song（英語版） - 1993年（7、2）
  - Breathe Again（英語版） - 1993年（3、4）
  - You Mean the World to Me（英語版） - 1994年（7、3）
  - You're Makin' Me High（英語版） - 1996年（1、1）
  - Let It Flow（英語版） - 1996年（1、1）You're Makin' Me Highと両A面扱い
- マドンナ - Take a Bow - 1994年（1、40）
- ジョン B.（英語版） - Someone to Love（英語版） - 1995年（10、7）
- ブランディ - Sittin' Up in My Room（英語版） - 1995年（2、2）
- メアリー・J. ブライジ - Not Gon' Cry（英語版） - 1996年（2、1）
- エリック・クラプトン - Change the World - 1996年（5、54）
- アズ・イェット（英語版）
  - Last Night（英語版） - 1996年（9、1）
  - Hard to Say I'm Sorry（英語版） - 1997年（8、20）
- ピンク - Most Girls（英語版） - 2000年（4、67）

## 日本公演
- 1994年
  - 12月7日 北海道厚生年金会館、10日 東京ベイN.K.ホール、12日 神戸国際会館、13日 愛知厚生年金会館

- 2001年
  - 10月22日・23日 グランキューブ大阪、25日 SHIBUYA-AX、26日 日本武道館、27日 Zepp Tokyo、29日 東京国際フォーラムホールＡ、30日 名古屋センチュリーホール、31日・11月2日 Zepp Fukuoka

- 2007年
  - 10月15日・16日・18日・19日・20日 Billboard Live TOKYO